# Schlechtenbach
Schlechtenbach ist eine Hofschaft in Halver im Märkischen Kreis im Regierungsbezirk Arnsberg in Nordrhein-Westfalen (Deutschland).

## Lage und Beschreibung
Schlechtenbach liegt auf 323 Meter über Normalnull nördlich des Halveraner Hauptortes im Tal des Schlechtenbachs, der dem Ort den Namen gegeben hat. Der Ort ist über Zufahrt erreichbar, die bei Carthausen im Hälvertal von der Landesstraße L868 abzweigt und auch Ober- und Mittelcarthausen, Solberg und Clev anbindet. Weitere Nachbarorte sind Dicksiepen, Ober- und Niederlangenscheid. Im Ort mündet ein Zulauf des Schlechtenbachs in selbigen.

## Geschichte
Schlechtenbach wurde erstmals 1480 urkundlich erwähnt, die Entstehungszeit der Siedlung wird aber auf dem Zeitraum zwischen 900 und 1050 infolge des fränkisch-karolingischen Siedlungsbaus vermutet. Schlechtenbach ist ein Abspliss von Edelkirchen.
Im Mittelalter war Schlechtenbach ein von Adeligen bewohnter, mit einem Wassergraben gesicherter Gräften- und Herrenhof. Allerdings ist kein besonderes Herrenhaus überliefert. Als Schlechtenbach sich im 15./16. Jahrhundert zu einem Rittergut entwickelte besaß der Hof eine Größe von ca. 300 Morgen.
1818 lebten 16 Einwohner im Ort. Laut der Ortschafts- und Entfernungs-Tabelle des Regierungs-Bezirks Arnsberg wurde Schlechtenbach als Ackergut und früheren Rittersitz kategorisiert und besaß 1838 eine Einwohnerzahl von 13, allesamt evangelischen Glaubens. Der Ort gehörte zu dieser Zeit der Gloerfelder Bauerschaft innerhalb der Bürgermeisterei Halver an und besaß zwei Wohnhäuser und zwei landwirtschaftliche Gebäude.
Das Gemeindelexikon für die Provinz Westfalen von 1887 gibt eine Zahl von 14 Einwohnern an, die in zwei Wohnhäusern lebten.